# Gacaca
Gacaca stanowi tradycyjną formę rozwiązywania konfliktów w tradycji ruandyjskiej. Termin „gacaca” w języku kinyarwanda oznacza „sprawiedliwość na trawie”. W historycznej Rwandzie sądy gacaca opierały się na koncepcji rozwiązywanie sporów dotyczących kwestii takich jak prawo do użytkowania ziemi, posiadania krów, dziedziczenia, spraw małżeńskich, etc. Kiedy dochodziło do takiego konfliktu, zwaśnione strony spotykały się w obecności członków swojej wspólnoty podczas gacaca. Sądy gacaca nie były permanentne, a ich organizacja była nieformalna i odbywała się w miarę potrzeby.
Gacaca opierała się na tradycyjnym kinyarwandyjskim przysłowiu “Urujya kujya i Bwami, rubanza mu  Bagabo” („zanim ktoś zwróci się do mwami, musi się wpierw udać do mądrego człowieka"). Spotkaniom przewodziła męska część starszyzny danej społeczności – inyangamugayo („uczciwa osoba”). Osoby te były wybierane ze względu na ich wysokie standardy moralne i etyczne. Jako głowy rodziny, mężczyźni ci spełniali rolę sędziów i arbitrów. Tradycyjnie zmonopolizowali  rytuał, kobiety i dzieci były wyłączone z aktywnego uczestnictwa. Podstawowym celem spotkań gacaca było przywrócenie naruszonego ładu społecznego po uprzednim usankcjonowaniu naruszenia wspólnych wartości. Odbywało się to poprzez ponowne włączenie winowajcy do wspólnoty. 

## Opis rytuału
Kiedy któryś z członków wspólnoty naruszył jej prawa albo popełnił występek, zbierało się posiedzenie. Rodzina poszkodowanego siadała wraz z rodziną winnego i rozpoczynali dyskusję. Ustalona przez społeczność propozycja kary zostawała przedstawiona winowajcy i jego rodzinie. Kara była nałożona na całą rodzinę. Po ukaraniu społeczność starała się zapomnieć o przewinieniu popełnionym przez jednego z jej członków. Kiedy jednak przewinienie było poważne, winowajca i jego rodzina mogli zostać wykluczeni ze wspólnoty. Ważnym elementem procesu pojednania było uznanie przez winnego jego wykroczenia. Powrót pokojowych stosunków pomiędzy członkami waśni był świętowany poprzez wspólne picie lokalnego piwa oraz spożywanie posiłku.

## Historia Gacaca
Gacaca miała formę tradycji oralnej. Wyroki nie były spisywane, podejmowane decyzje opierały się na podstawie tradycji zwyczajowej a nie na spisanych prawach. Sędziowie byli głowami rodziny i członkami danej społeczności, co z kolei implikowało ich zaangażowanie w relacje społeczne z dwoma stronami konfliktu. Sądy gacaca kładły szczególny nacisk na pojednanie. Podczas czasów kolonialnych tradycyjna struktura sądownicza została osłabiona. Chociaż Belgowie nie ingerowali bezpośrednio w system gacaca, belgijska polityka dotycząca tradycyjnej administracji znacząco na niego wpłynęła. Belgowie stosowali politykę rządzenia pośredniego, co w teorii miało oznaczać pozostawienie nienaruszonych struktur tradycyjnych. Przede wszystkim pozycja mwani, głowy tradycyjnego systemu sprawiedliwości spadła z powodu belgijskich interwencji. Prawowitość i autorytet lokalnych władców zostały ograniczone. Belgowie zabronili używania symboli i rytuałów, które uprzednio sankcjonowały władzę sądowniczą lokalnych rządzących. Innym czynnikiem, który osłabił lokalne struktury sądownicze było wprowadzenie spisanego prawa i zachodnich sądów. Chociaż lokalne sądownictwo wciąż istniało, pozostało pod kontrolą kolonialistów i straciło swoją pozycję na rzecz sądownictwa zachodniego.
Po odzyskaniu niepodległości gacaca po raz kolejny utraciła swoją pozycję na rzecz prawa spisanego. W pierwszej rwandyjskiej konstytucji znalazł się zapis, który ograniczał prawa tradycyjnego sądownictwa i deklarował wyższość prawa spisanego nad tradycją. Jednak pomimo takiego prawa, tradycyjny system sądownictwa wciąż stanowił ważny element kultury rwandyjskiej. Rwandyjski rząd miał nadzieję całkowicie zintegrować prawo tradycyjnej z oficjalnym, by w rezultacie powstało prawo jednorodne. Z czasem gacaca przekształciła się w system semi-tradycyjny. W roli sędziów starszyznę zastąpili przedstawiciele administracji lokalnej, zeznania zaczęły być spisywane. Spotkania gacaca  przestały odbywać się ad hoc. Elementy poprzedniej organizacji gacaca takie jak wysoki poziom uczestnictwa członków społeczności, jej dostępność, długie dyskusje i nadrzędność pojednania zostały zachowane. System ten zajmował ciągle ważne miejsce w społecznościach wiejskich. W regionach zurbanizowanych ludzie preferowali oficjalne prawo, co doprowadziło do zaniku gacaca w miastach.

## Gacaca a ludobójstwo
Sądy Gacaca - „siedząc na trawie” powstały w Rwandzie w marcu 2001 roku.  Powstały w celu odciążenia sądów powszechnych po ludobójstwa w Rwandzie w roku 1994. Osądzenie wszystkich winnych tragedii zajęłoby w normalnym trybie ponad 100 lat.  Rwandyjczycy powrócili do starej tradycji sądów gacaca, które funkcjonowały w świadomości Rwandyjczyków jako nieformalne wiejskie trybunały ludowe.
Ograniczony został zakres przestępstw, które mogą osądzić Gacaca.  Najwięksi zbrodniarze, którzy zaplanowali i przygotowali ludobójstwo w Rwandzie są sądzeni przez sądy państwowe oraz Trybunał ONZ ds. Rwandy. Procesy odbywają się na wolnej przestrzeni, pod gołym niebem. Zwykle po jednej stronie przy stole zasiadają sędziowie, po drugiej jest publiczność. Natomiast pomiędzy nimi stają oskarżeni. Sądy te mają zmierzać do pojednania. Gdy któryś z oskarżonych przyzna się do winy prosi rodziny ofiar i mieszkańców wioski o wybaczenie. Sąd nakazuje mu wykonać określona prace na rzecz ludności lokalnej. Obejmują budowę zniszczonych domów dla poszkodowanych Tutsi, pracę w kamieniołomach, budowę dróg, sadzenie drzew, uprawianie roślin. Ułatwia to ich resocjalizację. Skazany zobowiązany jest również uczestniczyć w innych rozprawach jako świadek.

## Wady sądów gacaca
Brak wykwalifikowanych sędziów i prawników ogranicza powszechne prawo do uczciwego procesu oraz prawo do obrony. Z drugiej strony wiele osób z plemienia Tutsi uważa,  za skandaliczne umożliwienie odpokutowanie win przez prace na rzecz społeczeństwa. Są to w ich opinii wyroki zbyt łagodne. 